# Alfredo Pedro de Almeida
Alfredo Pedro de Almeida ComC (Braga, 16 de janeiro de 1888 — Lisboa, 3 de dezembro de 1960) foi um militar e administrador colonial português. Foi governador interino da Índia Portuguesa em 1929. Major. Comendador da Ordem Militar de Nosso Senhor Jesus Cristo a 22 de Outubro de 1930.